# BEST CRUSADERS
『BEST CRUSADERS』（ベスト・クルセイダース）は、日本のロックバンド、BEAT CRUSADERSのベスト・アルバム。2003年8月27日、LASTRUMよりリリース。

## 概要
BEAT CRUSADERS初のベスト・アルバム。LASTRUM時代の楽曲が28曲収録されている。うち1曲は未発表曲、3曲はライブテイクである。ライブテイクは当時のメンバーとしては最後となった4月27日の日比谷公園大音楽堂で行われたライブから。メジャーデビュー後の現在でも、ヒットを続けている。
本作はCCCDでの発売となった。現在でもCD-DAでの単品発売はされていない。また、初回限定盤として、"BEST CRUSADERS LIMITED EDITION BOX"も発売された。これはCDと当時のメンバー4人のフィギュアがセットになったものである。各々に3パターンのお面が付け替えられる仕様であった。
この時期にヒダカトオルを残しメンバーが全員脱退、さらに契約満了と、BEAT CRUSADERSはバンドとしての危機的な状況に直面する。その後12月にメンバーチェンジを行い、活動を再開した。
メジャーデビュー後の2007年1月17日、本作と通信販売のみで発売されたDVD『1999-2003 LASTRUM YEARS』がセットになった『1999-2003 LASTRUM YEARS CDVD BOX』が発売された。このときはCD-DAでの発売となっている。

## 収録曲
1. E.C.D.T. (1:45)
(作詞・作曲：ヒダカトオル)
  - デビュー曲。1stシングル『NEVER POP ENOUGH e.p.』、1stアルバム『HOWLING SYMPHONY OF... 』収録曲。PVも制作されている。メジャーデビュー後にリメイクされた（シングル『TONIGHT,TONIGHT,TONIGHT』初回盤に収録）。
2. DERIDE (2:02)
(作詞・作曲：ヒダカトオル)
  - 『HOWLING SYMPHONY OF... 』収録曲。
3. BALK (1:39)
(作詞・作曲：ヒダカトオル)
  - 『HOWLING SYMPHONY OF... 』収録曲。
4. GTS (2:07)
(作詞・作曲：ヒダカトオル)
  - 2ndアルバム『ALL YOU CAN EAT』収録曲。
5. JOKER IN THE CROTCH (1:46)
(作詞・作曲：ヒダカトオル)
  - 『ALL YOU CAN EAT』収録曲。
6. WINDOM (2:33)
(作詞・作曲：ヒダカトオル)
  - 『ALL YOU CAN EAT』収録曲。PVも制作されている。メジャーデビュー後にリメイクされた（シングル『DAY AFTER DAY/SOLITAIRE』初回盤に収録）。
7. FIRESTARTER (2:57)
(作詞・作曲：ヒダカトオル)
  - 2ndシングル曲。『ALL YOU CAN EAT』収録曲。PVも制作されている。
  - 本作にはアルバムバージョンで収録された。シングルバージョンとの違いは、曲の入り方（イントロ）・アウトロが大幅にカットされている点である。現在シングルバージョンはシングルか『LUST CRUSADERS - OTHER SIDE OF BEAT CRUSADERS』で聴くことができる。
8. SAD SYMPHONY (2:09)
(作詞・作曲：ヒダカトオル)
  - 『ALL YOU CAN EAT』収録曲。
9. J.W.A. (1:42)
(作詞・作曲：ヒダカトオル)
  - スプリットミニアルバム『WXY』収録曲。
10. SIBERIAN GIANT (2:10)
(作詞・作曲：ヒダカトオル)
  - 『WXY』収録曲。メジャーデビュー後にリメイクされた（シングル『FEEL』に収録）。
11. BE MY WIFE (2:00)
(作詞・作曲：ヒダカトオル)
  - 3rdアルバム『FORESIGHTS』収録曲。PVも制作されている。メジャーデビュー後にリメイクされた（ミニアルバム『A PopCALYPSE NOW 〜地獄のPOP示録〜』に収録）。
12. LAST SONG (1:19)
(作詞・作曲：ヒダカトオル)
  - 『FORESIGHTS』収録曲。
13. SECOND THAT EMOTION (1:50)
(作詞・作曲：ヒダカトオル)
  - 『FORESIGHTS』収録曲。メジャーデビュー後にリメイクされた（シングル『GHOST』に収録）。
14. HAMBURG (1:38)
(作詞：ウムヤシキミツタカ・タイヒロユキ 作曲：ウムヤシキミツタカ)
  - 『FORESIGHTS』収録曲。
15. MIGHTY MIND (2:07)
(作詞・作曲：ヒダカトオル)
  - 『FORESIGHTS』収録曲。
16. EYES IN THE SKY (3:44)
(作詞・作曲：ヒダカトオル)
  - 4thアルバム『SEXCITE!』収録曲。PVも制作されている。
17. CHRISTINE (1:16)
(作詞・作曲：ヒダカトオル)
  - 『SEXCITE!』収録曲。メジャーデビュー後にリメイクされた（ミニアルバム『A PopCALYPSE NOW 〜地獄のPOP示録〜』に収録）。
18. IMAGINE? (3:13)
(作詞・作曲：ヒダカトオル)
  - 『SEXCITE!』収録曲。メジャーデビュー後にリメイクされた（アルバム『MUSICRUSADERS』に収録）。
19. SATURDAY GOOD-BYE (2:38)
(作詞・作曲：タイヒロユキ)
  - 『SEXCITE!』収録曲。
20. arakism (1:29)
>(作詞・作曲：アラキタカユキ、ウムヤシキミツタカ、タイヒロユキ)
  - 『SEXCITE!』収録曲。
21. ATTENTION,PLEASE (2:05)
(作詞・作曲：ヒダカトオル)
  - 『NEVER POP ENOUGH e.p.』収録曲。
22. PONDEROSA (acoustic) (1:07)
>(作詞・作曲：ヒダカトオル)
  - 『NEVER POP ENOUGH e.p.』収録曲。
  - タイトルに (acoustic) とあるのは、2ndアルバム『ALL YOU CAN EAT』に「PONDEROSA (AT THE SPEED OF SOUND)」というバージョンが収録されており、それと区別するためのものである。ちなみにシングルに収録されたのはこちらの音源である。
23. Yeah Yeah Yeah Yeah Yeah (1:51)
(作詞・作曲：Shane Macgowan)
  - 3rd big MAXI SINGLE『HANDSOME ACADEMY』収録曲。PVも制作されている。
24. CAPA-CITY (3:03)
(作詞・作曲：ヒダカトオル)
  - 3rdシングル曲。シングルはキャンペーン用に配布された非売品である。PVも制作されている。
25. BIG TIME (2:19)
(作詞・作曲：ヒダカトオル)
  - 本作に初収録された音源。PVも制作されている。
26. IMAGINE? (LIVE) (3:13)
  - 同曲のライブバージョン。ライブで恒例のコールが聴ける。ジャケットにはIMAGIN?と誤表記。
27. SIBERIAN GIANT (LIVE) (1:59)
  - 同曲のライブバージョン。
28. WINDOM (LIVE) (2:54)
  - 同曲のライブバージョン。